# エネルギー・環境会議
エネルギー・環境会議（エネルギー・かんきょうかいぎ、英語名:Energy and Environment Council）は、地球温暖化対策と両立する新エネルギー政策を策定するため、2011年6月に発足した日本の内閣の関係閣僚会議。

## 概説
「エネルギーシステムの歪み・脆弱性を是正し、安全・安定供給・効率・環境の要請に応える短期・中期・長期からなる革新的エネルギー・環境戦略及び2013年以降の地球温暖化対策の国内対策を政府一丸となって策定する」目的で発足。議長は国家戦略担当大臣、副議長は経済産業大臣と環境大臣が務める。
2011年10月、各電源の発電コストなどについて客観的なデータの提供を行うため、当会議に「コスト等検証委員会」が設置された。
2012年5月14日、関西電力管内で夏に懸念される電力不足に対応して使用制限令発動の検討を始め、北海道電力・四国電力・九州電力を加えた4電力管内で計画停電を準備する方向で議論することを確認した。また、各電力管内での節電目標を設定した。
2012年6月、2030年の総発電量に占める原子力発電の比率について①0%、②15%、③20-25%の3つの選択肢を示した。原発比率についての国民的議論のため、意見聴取会のほか、議論とアンケートを組み合わせた「討論型世論調査（deliberative poll: DP）」を実施した。
2012年9月14日、2030年代の原発稼働ゼロ目標などを内容とする「革新的エネルギー・環境戦略」を決定した。
「エネ環会議」等と略称されることがある。